# Ahmet Gürleyen
Ahmet Gürleyen (Berlijn, 26 april 1999) is een Duits-Turks voetballer, die uitkomt als centrale verdediger. In juli 2018 maakte hij de overstap naar het eerste elftal van 1. FSV Mainz 05.

## Clubcarrière
Gürleyen doorliep de jeugdreeksen van Hertha Zehlendorf en Tennis Borussia Berlin toen hij in 2016 de overstap maakte naar de jeugdploeg van 1. FSV Mainz 05. In de voorbereiding van het seizoen 2018/19 promoveerde hij naar het eerste elftal. Op 15 september 2018 maakte hij zijn debuut in de Bundesliga in de met 2–1 gewonnen wedstrijd tegen FC Augsburg. Twaalf minuten voor tijd kwam hij Niko Bungert vervangen die door een blessure het terrein diende te verlaten.

## Clubstatistieken
| Seizoen | Club            | Competitie | Competitie | Competitie | Beker | Beker | Internationaal | Internationaal | Totaal | Totaal |
| Seizoen | Club            | Competitie | Wed.       | Dlp.       | Wed.  | Dlp.  | Wed.           | Dlp.           | Wed.   | Dlp.   |
| ------- | --------------- | ---------- | ---------- | ---------- | ----- | ----- | -------------- | -------------- | ------ | ------ |
| 2018/19 | 1. FSV Mainz 05 | Bundesliga | 1          | 0          | —     | —     | —              | —              | 1      | 0      |
| Totaal  | Totaal          | Totaal     | 1          | 0          | 0     | 0     | 0              | 0              | 1      | 0      |

Bijgewerkt op 8 februari 2019.

## Interlandcarrière
Gürleyen doorliep verschillende nationale jeugdteams.